# Parlementsverkiezingen in Frans-Soedan (1959)
De Parlementsverkiezingen in Frans-Soedan van 1959 vonden op 12 juni plaats. Het land was onderdeel van de Franse Gemeenschap en kende een grote mate van zelfbestuur. De verkiezingen werden gewonnen door de Union soudanaise - Rassemblement démocratique africain (US-RDA) van minister-president Modibo Keïta. De partij verwierf alle 80 zetels in de Nationale Vergadering. Oppositiepartij Parti du Regroupement Soudanais (PRS) wist geen zetels te veroveren. Kort na de verkiezingen besloot deze laatste partij op te gaan de in US-RDA. Een jaar na de verkiezingen werd Frans-Soedan een onafhankelijke republiek onder de naam Mali met Keïta als president en de US-RDA als enige legale partij. 
| Partij                            | Partij                                                 | Zetels    | %      |
| --------------------------------- | ------------------------------------------------------ | --------- | ------ |
|                                   | Union soudanaise - Rassemblement démocratique africain | 80        | 75,84  |
|                                   | Parti du Regroupement Soudanais                        | 0         | 24,16  |
| Totaal                            | Totaal                                                 | 80        | 100,00 |
|                                   |                                                        |           |        |
| Geldige stemmen                   | Geldige stemmen                                        | 705.374   |        |
| Ongeldige stemmen/ blanco stemmen | Ongeldige stemmen/ blanco stemmen                      | 3.658     |        |
| Totaal aantal stemmen             | Totaal aantal stemmen                                  | 709,032   | 100,00 |
| Geregistreerde kiezers/ opkomst   | Geregistreerde kiezers/ opkomst                        | 2.204.827 | 32,20% |
| Bron: AED                         |                                                        |           |        |

US-RDA: 534.946 stemmen
PRS: 170.428 stemmen